# Cantharis livida
Cantharis livida è una specie di coleottero appartenente alla famiglia Cantharidae.

## Descrizione
Cantharis livida raggiunge una lunghezza di 10–15 millimetri (0,39–0,59 in). Il suo corpo è piatto e lungo, con un debole esoscheletro. La colorazione è variabile a seconda della sottospecie. Le elitre sono di solito gialle o brune-rossastre, ma nella sottospecie rufipes sono nere o marrone scuro. La testa, il torace, l'addome sono di un rosso o un arancio brillanti. Le antenne sono lunghe e rossastre con punte più scure. Le zampe sono rosse con dei tarsi marroncini. Questo coleottero preda altri insetti. Anche le larve sono carnivore e si cibano soprattutto di lumache e lombrichi.

## Distribuzione e habitat
Questa specie è diffusa nella maggior parte dell'Europa, nella parte orientale dell'ecozona paleartica e in Nord Africa.
Cantharis livida vive nei cespugli, nei prati e alle sommità dei boschi. Può essere osservata sui fiori, sugli alberi e sugli arbusti da maggio a luglio mentre cacciano piccoli insetti.

## Tassonomia
- Cantharis livida var. adusta Reitter
- Cantharis livida var. inscapularis Pic, 1909
- Cantharis livida var. luteiceps Schilsky
- Cantharis livida var. melaspis Chevrolat
- Cantharis livida var. menetriesi Faldermann, 1838
- Cantharis livida var. nigripes Schilsky, 1889
- Cantharis livida var. rufipes Herbst, 1784
- Cantharis livida var. scapularis Redtenbacher 1858
- Cantharis livida var. sicula Bourgeois, 1893
- Cantharis livida var. varendorffi Reitter, 1904